# 佐々木俊宜
佐々木 俊宜（ささき としのり、1971年5月11日 - ）は、日本のスタントマン、スーツアクター、俳優。AAC STUNTS所属。
身長163cm。体重58kg。特技は飛び降り。趣味は懸賞応募。

## 主な参加作品

### 映画
- ゼイラム2（1994年）
- ガメラシリーズ
  - ガメラ2 レギオン襲来（1996年） - 巨大レギオン 役
  - 小さき勇者たち〜ガメラ〜（2006年） - ガメラ 役
- 北京原人 Who are you?（1997年） - マンモス 役
- タオの月（1999年） - マカラガ 役
- 仮面ライダーシリーズ
  - 劇場版 仮面ライダーアギト PROJECT G4（2001年） - アントロード 役[注釈 1]
  - 劇場版 仮面ライダー剣 MISSING ACE（2004年） - アンデッド、アルビローチ 役
  - 仮面ライダー THE FIRST（2005年） - スタント・ワイヤーコーディネーター
  - 仮面ライダー THE NEXT（2007年） - スタント・ワイヤーコーディネーター
  - 劇場版 仮面ライダーディケイド オールライダー対大ショッカー（2009年）
  - 仮面ライダー1号（2016年）
- ゴジラシリーズ
  - ゴジラ・モスラ・キングギドラ 大怪獣総攻撃（2001年） - バラゴン（スタント用） 役
  - シン・ゴジラ（2016年） - 応援スタッフ[2]
- 鉄人28号（2005年） - 旧式鉄人 役
- スケバン刑事 コードネーム=麻宮サキ（2006年） - スタント・ワイヤー
- SPACE BATTLESHIP ヤマト（2010年）
- スーパーヒーロー大戦シリーズ
  - 仮面ライダー×スーパー戦隊 スーパーヒーロー大戦（2012年）
  - 平成ライダー対昭和ライダー 仮面ライダー大戦 feat.スーパー戦隊（2014年）
- スーパー戦隊シリーズ
  - 烈車戦隊トッキュウジャー THE MOVIE ギャラクシーラインSOS（2014年）
  - 烈車戦隊トッキュウジャーVSキョウリュウジャー THE MOVIE（2015年）
  - 宇宙戦隊キュウレンジャー THE MOVIE ゲース・インダベーの逆襲（2017年）
- 牙狼〈GARO〉神ノ牙-KAMINOKIBA-（2018年） - ワイヤーマスター
- 牙狼〈GARO〉-月虹ノ旅人-（2019年） - ワイヤーマスター

### テレビドラマ
- ボイスラッガー（1999年） - ハーデス 役
- 鉄甲機ミカヅキ（2000年 - 2001年） - 月光四号機 役
- 牙狼〈GARO〉（2005年 - 2006年） - 人間態ホラー 役、スタント・ワイヤー
- 牙狼〈GARO〉スペシャル 白夜の魔獣（2006年） - カラクリ 役、ワイヤーマスター
- 非公認戦隊アキバレンジャー（2012年・2013年）
- 仮面ライダー鎧武/ガイム（2014年）
- 烈車戦隊トッキュウジャーVS仮面ライダー鎧武 春休み合体スペシャル（2014年） - アクションセーフティー
- 4週連続スペシャル スーパー戦隊最強バトル!!（2019年） - ワイヤーリガー

### ゲーム
- 仮面ライダー（1998年） - モーションアクター
- バイオハザード CODE:Veronica（2000年） - モーションアクター
- ウルトラマン（2004年） - モーションアクター

### オリジナルビデオ
- 呀〈KIBA〉 〜暗黒騎士鎧伝〜（2011年） - ワイヤーコーディネイト
- 忍風戦隊ハリケンジャー 10YEARS AFTER（2013年） - アクションセーフティー